# 27 mars dans les chemins de fer
27 février 27 avril
Chronologies thématiques
- Croisades
- Sports
- Disney

Cette page concerne les événements qui se sont déroulés un 27 mars dans les chemins de fer.

## Événements

### XXesiècle
- 1942 : entre la France et l'Allemagne, le premier train de déportés juifs quitte la gare du Bourget pour Auschwitz. De mars à novembre, 43 trains emportèrent environ 43 000 juifs vers Auschwitz.
- 1970 : en France, un train de marchandises part à la dérive sur la ligne Pau - Canfranc (frontière) dans les Pyrénées et déraille en entrainant le pont à poutres métalliques de l'Estanguet dans le gave d'Aspe, sans faire de victimes. Fermée par étapes, la ligne est abandonnée depuis avant d'être partiellement rouverte mais le pont n'ayant pas été reconstruit, elle ne dessert plus la gare internationale de Canfranc en Espagne. Les deux régions limitrophes ont dans les années 2010 affirmer leur souhait de réouverture de la ligne.

### XXIesiècle
- 2001 : en Belgique, une collision entre deux trains à Pécrot près de Bruxelles fait huit morts et douze blessés. Une rame vide roulant à contre-sens a heurté frontalement le train régulier Louvain-Ottignies transportant 80 voyageurs. Selon le jugement, l'accident est dû à une série de dysfonctionnements, à la suite d'erreurs humaines des agents et du manque de prévoyance de la Société Nationale des Chemins de fer Belges.